# Lophomilia takao
Lophomilia takao är en fjärilsart som beskrevs av Shigero Sugi 1962. Lophomilia takao ingår i släktet Lophomilia och familjen nattflyn. Inga underarter finns listade i Catalogue of Life.